# 3 ventôse
3 pluviôse 3 germinal
Le tridi 3 ventôse, officiellement dénommé jour du violier, est le 153e jour de l'année du calendrier républicain.
C'était généralement le 21e jour du mois de février dans le calendrier grégorien.